# Christian Clot
Pour les articles homonymes, voir Clot.
 (juin 2018).
 (octobre 2020).
Christian Clot, né à Neuchâtel en Suisse en 1972, est un explorateur, chercheur, et écrivain franco-suisse.
Principalement connu pour ses expéditions en Patagonie et en cordillère Darwin ; dont il a réalisé en solitaire la première exploration de la partie centrale en 2006, ainsi que ses expéditions « Adaptation 4 × 30 jours » en milieux climatiques extrêmes ; il dirige l’institut de recherche « Human Adaptation Institute ». Membre depuis 2005 de la Société des explorateurs français, il en est le vice-président depuis 2010.

## Biographie
Christian Clot s'est dans un premier temps dirigé vers une carrière de comédien et de metteur en scène, après des études au conservatoire suisse de Lausanne. Pratiquant de sport nature comme la montagne, l'escalade ou le parachutisme, il s'est tourné vers des rôles de cascadeur.
Parallèlement, depuis l'âge de seize ans, Christian Clot a commencé à voyager par ses propres moyens. En 1999, lors d'un tour du Népal à pied, il découvre sa vocation d'explorateur. Il entreprend des travaux d'exploration à visée scientifique. Il mène alors des expéditions en Asie et en Amérique du Sud, avec une prédilection pour la Patagonie.
En 2006, après deux expéditions préalables menées avec des collègues explorateurs et des scientifiques, il entre dans le centre de la chaîne de montagne de la cordillère Darwin en Terre de Feu chilienne. Durant trois mois, il y a effectué une boucle et des recherches scientifiques. Il raconte cette expérience dans le livre Ultima Cordillera, la dernière terre Inconnue aux éditions Arthaud.
Il a mené de nombreuses expéditions en Asie centrale, Afrique de l’est, à la recherche des sources du Nil, à la recherche de peintures rupestres ou de marqueurs d'évolutions humaines. Il a également, réalisé une dizaine expéditions en Patagonie, dans les canaux marins, les montagnes sou les pampas[pas clair], sur les traces des anciens peuples de ces régions. Il collabore également avec différents laboratoires sur divers thématiques comme la glaciologie, la météorologie ou l'entomologie[réf. souhaitée].
Parallèlement (2005-2018), il mène plusieurs travaux de soutien lors de contextes de crises (tsunamis, tremblement de terre) ou en accompagnant des groupes de migrants[réf. souhaitée].
Ces différentes expéditions et travaux l’on amené à observer et questionner les capacités adaptatives des personnes vivant ces situations dramatiques, et de comment aider les humains à mieux vivre des changements profonds.
Ses expéditions d’exploration se portent alors sur la capacité de l'homme à s'adapter à un milieu et sur des études psycho-physiologique concernant la prise de décision en situation extrême et à risque (avec Cécile Vallet, Maison des Sciences de l'Homme)[réf. souhaitée].
En 2014-2015, il fonde le Human Adaptation Institute qui a pour but de mieux comprendre les mécanismes cognitifs et physiologiques de l’adaptation humaine face aux changements, qu’ils soient rapides ou étalé sur du long terme. Ces études sont menées lors de situations de vie réelles, uniquement sur des humains, de manière paritaire et en tenant compte de l’ensemble des paramètres écosystémiques, physiologiques et cognitifs affectant la notion d’adaptation.
Les résultats permettent de mieux nous préparer au futur autant que de proposer des leviers d’actions en amont afin de réduire les conséquences négatives des activités humaines.
En 2016-2017, il accomplit une première mondiale[réf. souhaitée] en réalisant la traversée successive des 4 milieux climatiques les plus extrêmes de la planète. Du Dacht-e Lout en Iran, en plein été, aux monts Verkhoïansk de Yakoutie, en hiver, en passant par les canaux marins de Patagonie et la forêt tropicale du Brésil, il va vivre des températures, à l’ombre, de +60 °C à −60 °C ; des taux d’ humidité de 2 % à 100 % et des vents dépassant les 130 km/h. Ces milieux splendides offrent des émotions hors normes. Au-delà des traversées qu’il mène sans aucun moyen de communication ni balise de suivi, Christian a réalisé, plusieurs heures par jour, un protocole complet d’études sur le terrain[réf. souhaitée], complété par des travaux en laboratoire sur des équipements lourds, comme des IRM, pour mieux comprendre les capacités humaines d’adaptation et poser les bases d’études à grande échelle[réf. souhaitée].
En 2020, lors de l’expansion de la pandémie de Covid-19 et de la crise sanitaire en Europe, il lance avec l’Institut et l'équipe de recherche associée au projet une étude scientifique sur nos capacités d’adaptation, la gestion sociale et l’identification des troubles psychologiques provoqués par la crise du Covid-19,.
Spécialiste de l’adaptation face aux changements et de la gestion de crise[réf. souhaitée], il intervient régulièrement en entreprise pour préparer et accompagner les organisations confrontées à diverses situations.
En 2012, il crée et dirige la collection de bandes dessinées Explora, aux éditions Glénat et scénarise certains albums dont Magellan sorti en mars 2012 et Darwin publié en 2016.

## Principales expéditions
(juin 2019).

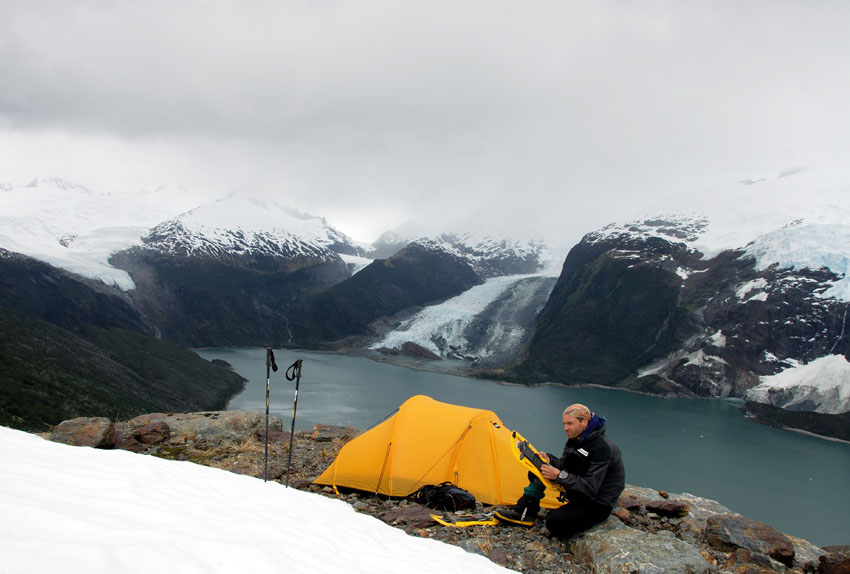
Christian Clot bivouaquant dans la cordillère Darwin.

Entre 1999 et 2000, il mène une expédition dans les vallées Api et Saipal au Népal, en parcourant 2 000 km à pied à la recherche de groupes ethniques vivant en autonomie totale et sans contact avec le monde extérieur.
Entre 2002 et 2006, il mène plusieurs expéditions pour explorer la partie centrale de la cordillère Darwin (Chili). En 2006, il étudie l'impact physiologique et psychologique des environnements extrêmes sur l'Homme en collaboration avec la Maison des Sciences de l'Homme et l'Université Paris VIII.
Entre 2005 et 2010, il réalise des travaux sur la motivation et l’adaptabilité corticale au cours d’expéditions glaciaires et marines de différentes durées (MSHN-Paris13). En 2009, il retourne en Patagonie (Chili et Argentine) avec l’expédition Hielo Continental : 6 mois d'immersion à pied et en kayak avec Mélusine Mallender sur les traces des indiens de Patagonie (Kawésqar et Tehuelches).
En 2011, il effectue une reconnaissance et une expédition scientifique dans le désert du Dacht-e Lout (Iran). 
Entre 2012 et 2014, Christian Clot entreprend une expédition intitulée : « Les Mythes du Nil », pendant laquelle il parcourt à pied durant 6 mois le haut bassin du Nil (Tanzanie, Burundi, Rwanda, Ouganda), dont l'ascension du Mont Stanley-Rwenzori (5 109 m), puis 2 mois à pied en Éthiopie et Somaliland pour compléter des recherches sur les peuples du Nil. 
En 2016 et 2017, il réalise la mission « Adaptation 4 × 30 jours », une succession de 4 expéditions en solitaire dans les 4 milieux les plus extrêmes de la planète pour étudier la capacité humaine d'adaptation.

## Ouvrages

### Essais
- Explorer demain, comment être explorateur du XXIe siècle. Robert Laffont (2019)
- Les clefs de l'adaptation humaine. Denoël (2024)[14]

### Récits d'exploration
- Au cœur des extrêmes. Braver les quatre milieux les plus hostiles de la planète pour éprouver les capacités humaines d’adaptation, Robert Laffont (2018) [15]
- Ultima Cordillera, la dernière terre inconnue, Arthaud, 2007[7]
- Amérique du Sud, solitude des terres extrêmes, avec K. Meuzard (dessin), éditions Aventure du bout du monde et Ultimaterra, 2005

### Histoire
- 100 ans d'exploration, Éditions Glénat, 2007 (2009, réedition en 2017[16])
- Missions exploration, 35 découvertes au bout du monde (de Stéphane Frattini et Yannick Robert, sous la direction de Christian Clot), Éditions Glénat, 2016.

### Biographie
- Moi, Christian Clot explorateur, Éditions Glénat, 2017[17]

### Bandes dessinées
- Albert 1er de Monaco : le Prince explorateur, bande dessinée, scénario avec Philippe Thirault, dessin de Sandro, couleurs de Laurent Trussardi, Éditions Glénat,(2018)  (ISBN 978-2-344-02343-3) [18],[19]
- Rimbaud, l'explorateur maudit, bande dessinée, dessin de Thomas Verguet, avec la collaboration de Philippe Thirault Éditions Glénat, (2016)  (ISBN 978-2-344-00618-4) [20]
- Darwin T2, l'origine de l'espèce, bande dessinée (avec le dessinateur Fabien Bono), Éditions Glénat, 2016
- Darwin T1, à bord du Beagle, bande dessinée (avec le dessinateur Fabien Bono), Éditions Glénat, 2016
- Alexandra David-Néel : les chemins de Lhassa (préface), bande dessinée avec Christian Perrissin (scénario) et Boro Pavlovic (dessin), Éditions Glénat, 2016 [21]
- Tenzing, sur le toit du monde avec Hillary, bande dessinée avec J.B. Hostache (dessin), Éditions Glénat, 2013
- Magellan, jusqu'au bout du monde, bande dessinée (avec les dessinateurs T. Verguet et B. Orenge), Éditions Glénat, 2012
- Burton T1&2, bande dessinée (avec A. Nikolavitch et D. Dim), Éditions Glénat, 2012

## Filmographie
- Ne te dégonfle pas. Amérique du Sud, de Mélusine Mallender et C. Clot, 4 x 52 min, Darwin Production – Voyage (2020)
- Au Cœur des extrêmes, de Christian Clot et Mélusine Mallender, 1 x 90 min et 1 x 65 min, Darwin Production – Ushuaïa TV (2019)
- Ne te dégonfle pas. Les Voix de la liberté, de M. Mallender et C. Clot, 1 x 52 min, Darwin Production – Voyage (2019)
- Ne te dégonfle pas. Asie du Sud-Est, de M. Mallender et C. Clot, 4 x 52 min, Darwin Production – Voyage (2018)
- Jusqu'au bout du monde : en Patagonie, avec Adriana Karembeu. Réalisateur Gilles Beauché. Production Bonne Pioche Production (2015)
- Ne te dégonfle pas. Afrique de l'Est, de M. Mallender, C. Clot et N. Thomä (montage), 3 × 52 min, Darwin Production – Voyage (2014).
- Un jour il faut partir, de M. Mallender, C. Clot et N. Thomä (montage), 56 min, Darwin Production – Voyage (2014).
- Les routes persannes, de M. Mallender, C. Clot et N. Thomä (montage), 58 min, Darwin Production – Voyage (2014)
- Ne te dégonfle pas. Amérique du Sud, de M. Mallender et C. Clot, 4 x 52 min, Darwin Production – Voyage (2020)
- La Trace des Hommes, de C. Clot et N. Tomä / 3 × 26 min. Production Gedeon Programmes (2010)
- Aux origines du monde, Ultimaterra (2007)
- Ultima Cordillera : au cœur des tempêtes, Delcor production (2005)
- Profession Explorateur d'Alain Tixier (MC4-Voyage), 26 min sur Christian Clot et ses expéditions

## Distinctions
- Médaille de la Géographie française
- Prix René-Caillié
- Prix Antoine de Caunes
- Grand prix des Angles[réf. nécessaire]
- Vice-président de la Société des explorateurs français
- Membre de la Royal Geographical Society
- Membre de la Société de géographie